# Grisch
Grisch är en beteckning att likna med ordet brat som populariserades, främst bland ungdomar, under 2020-talet. Ordet förknippas starkt med Generation Z.
Främst syftar grisch till en typ av mode men kan också användas för att beskriva en annans personlighet. Enligt Sveriges Radio är utgår grisch från citatet ”fake it til you make it” och handlar om att leva en livsstil och ha en estetik fokuserad på storstadsliv och lyx. Grisch kan också tolkas som ett nytt ord synonymt med stekare som var en populär term i början av 2000-talet.
Att vara grisch är oftast förknippat med att bära märkeskläder och ha en viss klädstil. Ordet kan uppfattas som pejorativt. Grisch-stilen handlar om att klä sig snyggt och klassiskt. Den har ibland kallats för "pappastil" eller "gubbstil" eftersom unga inspireras av hur äldre män brukar klä sig. Fokus ligger på att blanda den eleganta "Old Money"-stilen med mer avslappnade plagg, som att bära en skjorta och en stickad tröja ihop med ett par slitna jeans. Viktigt att notera är att jeansen gärna får vara slitna, men de ska inte ha några hål.
Till skillnad från den tidigare trenden stekare handlar grisch mindre om att visa upp märkesloggor och mer om att satsa på kläder av hög kvalitet. I vissa sammanhang kan "grisch" beskriva en stil som signalerar status och välstånd, men på ett avslappnat och självsäkert sätt. Det handlar om att kombinera exklusiva plagg med en lite ruff eller medvetet slarvig touch. Stilen ger intryck av lyx, men utan att vara prålig – en sorts diskret elegans med en modernare framtoning än tidigare populära subkulturer inom mode.